# Episodi di Primal (prima stagione)
La prima stagione della serie animata Primal, composta da 10 episodi, è stata trasmessa negli Stati Uniti, da Adult Swim, dall'8 ottobre 2019 al 1º novembre 2020.
| nº | Titolo originale            | Prima TV USA     |
| -- | --------------------------- | ---------------- |
| 1  | Spear and Fang              | 8 ottobre 2019   |
| 2  | River of Snakes             | 9 ottobre 2019   |
| 3  | A Cold Death                | 10 ottobre 2019  |
| 4  | Terror Under the Blood Moon | 11 ottobre 2019  |
| 5  | Rage of the Ape-Men         | 12 ottobre 2019  |
| 6  | Scent of Prey               | 4 ottobre 2020   |
| 7  | Plague of Madness           | 11 ottobre 2020  |
| 8  | Coven of the Damned         | 18 ottobre 2020  |
| 9  | The Night Feeder            | 25 ottobre 2020  |
| 10 | Slave of the Scorpion       | 1º novembre 2020 |

## Spear and Fang
Un uomo delle caverne di nome Spear torna da una battuta di pesca e trova la sua compagna, figlio e figlia divorati da un trio di tirannosauri cornuti. Sconvolto, pensa al suicidio prima di decidere di vendicarsi. Successivamente, mentre pesca, vede la sagoma di un dinosauro e credendo che sia uno dei tirannosauri con le corna che hanno ucciso la sua famiglia, Spear lo insegue silenziosamente in un boschetto. Incontra una Tyrannosaurus Rex di nome Fang, con due figli con lei. La vista dei giovani dinosauri fa indietreggiare Spear proprio mentre vengono attaccati dal branco di tirannosauri cornuti. Sebbene Spear aiuti Fang a uccidere i primi tre, la loro gigantesca alfa mangia la prole di Fang. Spear e Fang uccidono l'alfa, ma Fang rimane sconvolta per la perdita dei suoi figli. Spear lascia Fang da sola, ma lei lo raggiunge più tardi, desiderosa di farsi uccidere da lui non avendo più ragioni per vivere; tuttavia il cavernicolo, comprendendo la sua situazione, le risparmia la vita e i due decidono di viaggiare insieme.

## River of Snakes
Spear e Fang non riescono ad andare d'accordo, dal momento che il dinosauro non fa altro che sottrarre al cavernicolo il cibo che si procura cacciando. Alla fine, dopo l'ennesimo furto, Spear si infuria e attacca Fang, perdendo la sua lancia, ma la loro lotta viene interrotta quando si imbattono in una tana di grandi serpenti. Un'inondazione improvvisa fa precipitare loro e i serpenti in un fiume paludoso, dove risiede un Titanoboa, anche se Fang lo uccide. Nonostante i loro sforzi per rimanere a galla, lei e Spear cadono da una cascata, facendogli battere la testa durante la discesa. Fang estrae Spear dall'acqua. Quando si riprende, Fang recupera l'arma perduta di Spear. Si riconciliano e continuano il loro viaggio insieme, ora cacciando cibo come una squadra.

## A Cold Death
Durante il pungente inverno primordiale, un anziano mammut lanoso con una zanna sola viene separato dal suo branco e successivamente ucciso da Spear e Fang, stremati dal gelo. Spear ne raccoglie quanta più carne può, usando la sua zanna per trainare una slitta improvvisata. Quando la mandria incontra il suo membro deceduto, segue le tracce della slitta e attacca Spear e Fang. I due tentano di respingere gli animali, ma vengono rapidamente sopraffatti dal loro potere e dai loro numeri. In un ultimo atto di disperazione, Spear si difende con la zanna del mammut lanoso anziano e nota che gli altri mammut interrompono il loro attacco vedendolo. Restituisce loro la zanna, che se ne vanno in pace e la portano nel loro cimitero a piangere la sua scomparsa.

## Terror Under the Blood Moon
Dopo che Spear e Fang sono fuggiti da un branco di Velociraptor, osservano un'eclissi lunare rossa e incontrano una tribù di cavernicoli albini attaccati da giganteschi pipistrelli rossi umanoidi. Tentano di respingere i pipistrelli, ma Spear viene portato via da uno, con la sua lancia lasciata indietro con gli uomini delle caverne. Fang insegue i pipistrelli fino a un alto pilastro di pietra, che trova impossibile da scalare. Vedendo due dei pipistrelli emergere dalla cima, fa finta di essere morta e permette loro di portarla in una grotta in cima. Durante la ricerca di Spear, Fang scopre il nido di un enorme ragno con cui i pipistrelli condividono il loro cibo. Fang libera Spear, che l'aiuta a uccidere il ragno. Quando i pipistrelli ritornano, Spear e Fang usano la tela del ragno per scendere in sicurezza dal pilastro. Spear recupera la sua lancia dagli uomini delle caverne mentre lui e Fang fuggono dai pipistrelli e li guidano in una lotta con i Velociraptor prima di scappare in sicurezza verso il sole nascente.

## Rage of the Ape-Men
Spear e Fang raggiungono un'oasi apparentemente pacifica e si rilassano prima di essere catturati da una feroce tribù di uomini-scimmia, che la notte stessa organizzano un brutale torneo all'ultimo sangue, con uno di loro che alla fine vince. Dopo che il campione Krog, dalle fattezze di gorilla, ha bevuto un siero di potenziamento datogli dallo sciamano simile a uno scimpanzé, che lo trasforma in un mostruoso mutante, Fang viene calata nell'arena per farlo combattere. Guardando impotente mentre Fang viene picchiata quasi fino alla morte, Spear si libera, scaraventa lo sciamano giù dalla sua postazione e beve il resto del siero, trasformandosi in un furioso troglodita gigante. Dopo aver ucciso Krog, Spear procede a massacrare gli altri uomini-scimmia durante la notte. Quando alla fine Spear torna alla normalità, corre al fianco di Fang mentre lei giace immobile.

## Scent of Prey
Spear piange l'apparente perdita di Fang dopo gli eventi della sua lotta contro gli uomini-scimmia. Fang dimostra di essere ancora viva ma è troppo debole per muoversi. Vedendo che i cadaveri degli uomini-scimmia stanno attirando uno stormo di avvoltoi, Spear costruisce una lettiera per trasportare Fang e modella una nuova lancia per se stesso. Lotta per riportarla in salute mentre cerca allo stesso tempo di respingere un branco di licaoni mentre lei è nel suo stato di impotenza. Mentre il branco cresce e continua a perseguitare la coppia, Spear e Fang sono costretti a rifugiarsi in una grotta, dove Spear deve combattere coleotteri corazzati carnivori. Quando il branco attacca la caverna in gran numero, Spear difende Fang abbastanza a lungo da permetterle di guarire e aiutare l'amico ad annientare i loro assalitori.

## Plague of Madness
A causa di un morso inflittogli da un Parasaurolophus malato di un virus, un placido Argentinosaurus viene trasformato in uno zombie feroce e assassino e massacra brutalmente la sua mandria. Spear e Fang si imbattono nei devastati terreni di nidificazione e diventano il prossimo obiettivo del pazzo sauropode. Scappando per salvarsi la vita, i due eludono il colosso in uno stretto burrone prima di scappare finalmente facendo una corsa folle attraverso un campo di lava. L'enorme peso del sauropode lo fa cadere nel magma, che lo incenerisce mentre Spear e Fang rattristati osservano i suoi ultimi momenti di agonia.

## Coven of the Damned
Spear e Fang, mentre vagano per una foresta di notte, si imbattono in una tribù di streghe primitive impegnata in un rituale. La leader usa la magia oscura per rubare l'essenza di un uomo delle caverne maschio e dare alla luce una bambina, che dà a una seguace come sua figlia. Le streghe individuano Spear e Fang e danno la caccia al duo, catturando Spear e controllando magicamente Fang. Una di esse, di nome Lula, incuriosita dal rapporto tra l'uomo e il dinosauro, usa la sua magia per viaggiare in entrambi i loro passati, e osserva le tragedie che li hanno colpiti. Avendo già perso sua figlia, nata tramite l'orribile rituale, Lula salva la coppia dalle altre streghe, distraendo la leader, per aiutarli a scappare, venendo poi uccisa da lei, tramutatasi in un lupo gigante. Fang e Spear piangono la perdita della loro salvatrice prima di proseguire nella giungla. Nell'aldilà, Lula si riunisce con sua figlia.

## The Night Feeder
Spear e Fang trovano i resti maciullati di uno Smilodonte, ucciso da un dinosauro invisibile. Mentre Spear vuole indagare, Fang scappa spaventata. La notte successiva, la misteriosa creatura massacra un branco di ceratopsidi. Sentendo la carneficina, Spear cerca di intervenire, ma Fang si rifiuta di lasciarlo andare ovunque vicino all'area. Il giorno successivo, Spear e Fang sentono strani strilli mentre affrontano una potente tempesta. Più tardi quella notte, la creatura sconosciuta attacca i due, costringendoli a fuggire in una foresta nebbiosa. La creatura li raggiunge e lottano contro il nemico invisibile, ma Fang riesce a ferirlo. Mentre la bestia emette strilli stordenti, Spear scopre che la luce è il suo punto debole. Usando le scintille della lancia, Spear e Fang creano un anello di fuoco per intrappolare e uccidere il mostro.

## Slave of the Scorpion
Durante la pesca, Spear e Fang incontrano una donna alta, legata e calva con uno scorpione tatuato sulla parte posteriore della testa in fuga da un Liopleurodon, che Spear uccide. I tre si interessano reciprocamente e l'umana si unisce ai protagonisti nei loro viaggi. Si presenta come Mira e usa una combinazione di disegni arabi e di sabbia per raccontare loro come la sua gente è stata ridotta in schiavitù da invasori vichinghi prima di fuggire. La mattina dopo, Mira viene rapita da un gruppo di uomini-scimmia. Spear e Fang li seguono, ma trovano gli uomini-scimmia uccisi da frecce e strane impronte. I due seguono le impronte fino alla spiaggia, dove vedono Mira legata su una barca con una vela contrassegnata dallo stesso sigillo di scorpione tatuato sulla sua testa. Incapaci di continuare la loro ricerca, Spear e Fang guardano impotenti, con Spear che pronuncia il nome di Mira.